# FK Septemvri Tervel
FK Septemvri Tervel (Bulgaars: ФК Септември 98 (Тервел)) is een Bulgaarse betaaldvoetbalclub uit de stad Tervel, opgericht in 1998.